# Franklin Half Dollar

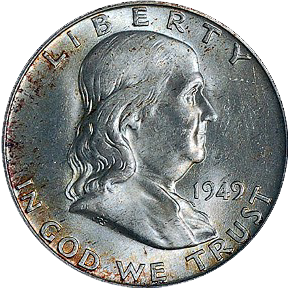
Vorderseite

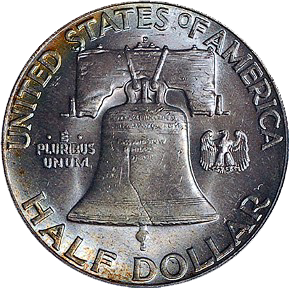
Rückseite

Der Franklin Half Dollar ist eine US-amerikanische Halbdollar-Münze aus Silber, die zwischen 1948 und 1963 geprägt wurde. Die von John R. Sinnock gestaltete Münze zeigt Benjamin Franklin, einer der Gründerväter der Vereinigten Staaten.

## Beschreibung
Das nach rechts blickende Porträt von Benjamin Franklin ist auf der Vorderseite der Münze dargestellt. Darüber befindet sich das Wort LIBERTY (engl.: „Freiheit“) und darunter der Wahlspruch der USA IN GOD WE TRUST (engl.: „Wir vertrauen auf Gott“). Das Prägejahr ist rechts neben dem Kopf positioniert. Auf der Schulter finden sich die Initialen JRS des Entwerfers John R. Sinnock.
Die Rückseite der Münze zeigt die Liberty Bell, die Glocke, von der es heißt, sie sei geläutet worden, als die Amerikanische Unabhängigkeitserklärung zum ersten Mal verlesen wurde. Rechts davon ist ein Adler abgebildet und links der 2. Wahlspruch E PLURIBUS UNUM (lat.: „aus vielen Eines“). Umgeben wird das Motiv von der Landesbezeichnung UNITED STATES oF AMERICA und dem Nennwert HALF DOLLAR. Das Münzzeichen befindet sich mittig oberhalb der Glocke, ein D für Denver und ein S für San Francisco. Ist kein Münzzeichen vorhanden wurde die Münze in Philadelphia geprägt.

## Jahrgänge und Auflagen
Die folgende Tabelle enthält alle geprägten Jahrgänge und deren Auflage. In der letzten Spalte sind die Auflagen der Münzen in Polierte Platte (engl.: Proof) gelistet. Diese wurden ausschließlich in Philadelphia geprägt. 
| Jahr | Philadelphia | Denver     | San Francisco | Proof     |
| ---- | ------------ | ---------- | ------------- | --------- |
| 1948 | 3.006.814    | 4.028.600  | –             | –         |
| 1949 | 5.614.000    | 4.120.600  | 3.744.000     | –         |
| 1950 | 7.742.123    | 8.031.600  | –             | 51.386    |
| 1951 | 16.802.102   | 9.475.200  | 13.696.000    | 57.500    |
| 1952 | 21.192.093   | 25.395.600 | 5.526.000     | 81.980    |
| 1953 | 2.668.120    | 20.900.400 | 4.148.000     | 128.800   |
| 1954 | 13.188.203   | 25.445.580 | 4.993.400     | 233.300   |
| 1955 | 2.498.181    | –          | –             | 378.200   |
| 1956 | 4.032.000    | –          | –             | 669.384   |
| 1957 | 5.114.000    | 19.996.850 | –             | 1.247.952 |
| 1958 | 4.042.000    | 23.962.412 | –             | 875.652   |
| 1959 | 6.200.000    | 13.053.750 | –             | 1.149.291 |
| 1960 | 6.024.000    | 18.215.812 | –             | 1.691.602 |
| 1961 | 8.290.000    | 20.276.442 | –             | 3.028.244 |
| 1962 | 9.714.000    | 35.473.281 | –             | 3.218.019 |
| 1963 | 22.164.000   | 67.069.292 | –             | 3.075.645 |